# De dossiers van Sherlock Holmes
De dossiers van Sherlock Holmes (originele titel The Case-Book of Sherlock Holmes) is de laatste verhalenbundel over de detective Sherlock Holmes. De bundel bevat twaalf korte verhalen, oorspronkelijk gepubliceerd tussen 1921 en 1927.

## Titel
De eerste Britse editie en de eerste Amerikaanse editie werden beide gepubliceerd in juni 1927, maar met iets andere titels. De Britse versie droeg de titel The Case-Book of Sherlock Holmes (met een koppelteken in "Case-Book"), en de Amerikaanse versie de titel The Case Book of Sherlock Holmes ("Case Book" als twee woorden). Er bestaan ook publicaties waarin de titel wordt gespeld als The Casebook of Sherlock Holmes ("Casebook" als een enkel woord).

## Verhalen

### The Adventure of the Mazarin Stone
Holmes is op het spoor van een gestolen juweel: een kroondiamant ter waarde van 100.000 pond. Hiertoe heeft hij al meerdere vermommingen aangenomen. Ook heeft hij in zijn huis een wassen beeld van zichzelf voor het raam laten zetten; volgens eigen zeggen om een vijandige schutter te misleiden. Blijkbaar verwacht Holmes dat er die avond een aanslag op hem zal worden gepleegd. Holmes vertrouwt Watson alvast toe dat de dief Graaf Negretto Sylvius is, voor het geval hem toch iets overkomt.
Wanneer de graaf onverwacht bij Holmes op de stoep staat, laat Holmes Watson vertrekken door de achterdeur met een bericht voor de politie. Hij blijft zelf ondanks het gevaar achter in de hoop het laatste ontbrekende stuk informatie los te krijgen van de graaf: de locatie van de diamant.
Holmes laat de graaf binnen en gaat een gesprek met hem aan, terwijl diens handlanger, Sam Merton, buiten blijft. De situatie is duidelijk gespannen. Holmes stelt de twee voor om de diamant gewoon terug te geven, zodat ze een lichtere straf krijgen. Daarna trekt hij zich met zijn viool terug in zijn slaapkamer. De graaf en Merton bespreken Holmes’ aanbod, en de graaf onthult aan Merton dat hij de diamant in zijn zak heeft zitten. Dan draait het wassen beeld zich opeens om en trekt een pistool; het blijkt dat Holmes via een tweede deur achter het gordijn de kamer weer binnen is gekomen en de plaats van het beeld heeft ingenomen terwijl de graaf en Merton in gesprek waren. Watson keert terug met de politie, en de twee worden gearresteerd.

### The Problem of Thor Bridge
Neil Gibson, een voormalige senator die nu ook bekendstaat als “de goudkoning”, schakelt Holmes in voor het onderzoek naar de moord op zijn vrouw, Maria. De gouvernante van zijn kinderen, Grace Dunbar, wordt verdacht van de moord. Holmes ontdekt al snel dat de Gibsons geen gelukkig huwelijk hadden, en dat Neil Gibson zijn vrouw vaak mishandelde. Bovendien had hij een oogje op juffrouw Dunbar.
Maria Gibson is gevonden bij de Thorbrug in een poel van haar eigen bloed, en met een kogel door haar hoofd. Naast haar lichaam lag een briefje van de gouvernante, waarin werd gesproken over een ontmoeting op die plek. Een recentelijk afgevuurd pistool wordt aangetroffen in juffrouw Dunbars kamer. Holmes vindt het echter verdacht dat een moordenaar het moordwapen in de eigen kamer zou verstoppen. Het pistool is bovendien onderdeel van een tweetal bij elkaar horende pistolen, maar het tweede is nergens in de kamer te vinden.
Holmes ontdekt uiteindelijk dat Mrs. Gibson zelfmoord heeft gepleegd, en uit jaloezie had besloten om haar rivale de schuld van haar dood in de schoenen te schuiven. Ze had een van Dunbars pistolen gepakt, en dit verzwaard met een steen. Daarna hield ze het pistool over de reling van de brug terwijl ze zichzelf ermee doodschoot, zodat het wapen nadien in het water zou verdwijnen.

### The Adventure of the Creeping Man
Mr. Trevor Bennett komt naar Holmes met een uitzonderlijk probleem: hij is de secretaris van professor Presbury, en verloofd met diens dochter, Edith. De professor is zelf verloofd met een jonge vrouw genaamd Alice Morphy. De problemen begonnen toen de professor plotseling een paar dagen vertrok, en men later ontdekte dat hij in Praag was geweest. Hij waarschuwde Bennett bij zijn terugkeer dat er brieven zouden komen met een kruisteken onder de postzegel. Deze brieven mocht hij in geen geval openen. In plaats daarvan moest hij ze direct aan hem geven. De professor zelf werd ook een heel ander persoon dan de man die iedereen kende. Zijn lezingen waren nog altijd briljant, maar zijn persoonlijkheid leek in niets meer op de oude professor Presbury. Bennett herinnert zich ook dat de professor ooit erg kwaad op hem werd toen hij een houten doosje dat de professor had meegenomen uit Praag aanraakte.
Holmes en Watson gaan naar de professor voor onderzoek. Holmes ontdekt het adres waar de mysterieuze brieven vandaan komen. Dit adres behoort toe aan een zekere Dorak, een achternaam die veel voorkomt in Centraal-Europa. Holmes begint te vermoeden dat de professor verslaafd is geraakt aan een of andere drug. Onderzoek naar de inhoud van het houten doosje bevestigt dit. Volgens Holmes krijgt hij deze drugs van die Dorak, die nu in Londen verblijft. De professor blijkt tevens contact te hebben gezocht met een zekere Lowenstein in de hoop af te kicken van de drug, maar deze man is een kwakzalver.

### The Adventure of the Sussex Vampire
Holmes ontvangt twee vreemde brieven waarin wordt gesproken over vampiers. De dag erop wordt hij bezocht door Mr. Robert Ferguson, die ervan overtuigd is dat zijn Peruviaanse vrouw een vampier is die het bloed van hun baby drinkt. Ze schijnt door een verpleegster al een paar keer te zijn betrapt in de babykamer terwijl ze haar mond aan de nek van de baby had. Het kind heeft bovendien een vreemde wond in zijn nek. Zijn vrouw heeft zich uit angst voor wat ze is al dagen opgesloten in haar kamer.
De vrouw in kwestie is Fergusons tweede vrouw. Hij is al een keer eerder getrouwd geweest, en heeft uit dat huwelijke een 15-jarige zoon genaamd Jack. Deze is door een ongeluk in zijn jeugd deels verlamd geraakt aan zijn benen. Hij kan nog maar kleine stukken lopen. Hij schijnt ook door zijn stiefmoeder te worden mishandeld, al kan Ferguson niet begrijpen waarom.
Holmes heeft op dit punt al geconcludeerd dat er geen vampier in het spel is, maar dat er iets ergers gaande is. Hij en Watson gaan naar het huis van Ferguson. Terwijl Watson mevrouw Ferguson onderzoekt, bekijkt Holmes de Zuid-Amerikaanse wapencollectie die ze duidelijk mee heeft genomen uit Peru.
Holmes ontdekt dat Jack de ware dader is, daar hij enorm jaloers is op zijn halfbroertje. Hij heeft geprobeerd hem te vermoorden met gifpijltjes uit z’n moeders wapencollectie. De reden dat mevrouw Ferguson haar mond aan de nek van de baby had was omdat ze elke keer het gif uit de wond zoog. Ze wist al langer dat Jack de dader was, maar wilde dit niet aan haar man vertellen uit angst dat ze zijn hart zou breken.

### The Adventure of the Three Garridebs
Holmes ontvangt een brief van Nathan Garrideb, die hem verzoekt mee te helpen zoeken naar andere mensen met dezelfde achternaam als hij. Hij is benaderd door een man genaamd John Garrideb, die op zoek was naar familieleden in verband met een erfenis van 5 miljoen dollar.
John komt kort hierna naar Holmes toe, en is duidelijk niet blij dat Nathan een detective heeft ingeschakeld. Hij vertelt Holmes dat hij in Amerika een rijke landeigenaar genaamd Alexander Hamilton Garrideb heeft ontmoet, die hem zijn landgoed ter waarde van 15 miljoen aanbood op voorwaarde dat hij nog twee andere mensen met de naam Garrideb kon vinden. Tot nu toe heeft John enkel Nathan gevonden. Holmes ontdekt veel tegenstrijdigheden in Johns verhaal, maar houdt deze nog even voor zich.
Holmes besluit Nathan eens op te zoeken. Deze blijkt een excentrieke verzamelaar te zijn, want zijn huis lijkt wel een klein museum. Tijdens het bezoek aan Nathans huis komt John binnen, met het nieuws dat hij een derde Garrideb heeft gevonden; een zekere Howard Garrideb, die volgens John een advertentie in de krant heeft geplaatst. Holmes beseft echter dat de advertentie van John zelf moet zijn vanwege het feit dat veel woorden op de Amerikaanse manier zijn geschreven. Wanneer John er op staat dat Nathan naar Birmingham gaat om deze Howard te ontmoeten, is het voor Holmes duidelijk dat John Nathan enkel een tijdje weg wil hebben uit zijn huis.
Holmes gaat naar Scotland Yard en ontdekt dat John Garrideb slechts een alias is van James Winter, een man die ooit werd opgepakt voor een schietpartij. Bij deze schietpartij kwam een zekere Rodger Prescott, die, zo blijkt, de vorige eigenaar was van Nathans huis, om het leven. Holmes en Watson haasten zich naar Nathans huis, waar ze zien hoe Winter net bezig is een geheim luik in de vloer te openen. Winter wordt gearresteerd. In het luik vinden Holmes en Watson een kist met valse bankbiljetten, gemaakt door Prescott.

### The Adventure of the Illustrious Client
Sir James Damery komt namens een man die liever anoniem wil blijven (hoewel men later te horen krijgt dat het een lid is van de Britse koninklijke familie) naar Holmes en Watson. Hij vertelt hun dat Violet, de dochter van Generaal de Merville, verliefd is geworden op de sadistische Oostenrijkse baron Adelbert Gruner, waarvan zowel Holmes als Damery vermoeden dat hij een moordenaar is. Hij zou zijn vrouw hebben vermoord, maar daar de enige getuige voor het proces stierf is hij nooit veroordeeld. Violet wil echter geen kwaad woord horen over de baron. Holmes weet verder van de baron dat hij een groot liefhebber is van Chinees porselein.
Holmes bezoekt Baron Adelbert Gruner. Deze bekent dat hij hypnose heeft gebruikt om Violet een afkeer te laten krijgen van negatief nieuws over hem. Hij waarschuwt Holmes zich echter niet met hem te bemoeien. Holmes zoekt hulp van Shinwell Johnson, een voormalige crimineel die nu als informant voor hem werkt. Die brengt hem in contact met Miss Kitty Winter, een voormalige maîtresse van de baron. Ze vertelt Holmes over een boek waarin de baron de namen bijhoudt van alle vrouwen die hij ooit voor zich heeft weten te winnen.
Zoals verwacht laat de baron een aanslag uitvoeren op Holmes. Holmes ontkomt, maar laat in de krant melden dat hij zwaargewond is zodat de baron hopelijk denkt dat hij een tijdje niets kan doen. Samen met Watson beraamt hij een nieuwe zet. De twee leren alles wat ze kunnen over Chinees porselein. Daarna stuurt Holmes Watson onder het alias van "Dr. Hill Barton" naar de baron met een Mingvaas. Hij moet zich voordoen als verzamelaar. Watson valt echter al snel door de mand, maar de baron is lang genoeg afgeleid voor Holmes om het boek te stelen. Hij laat Violet het boek lezen, wat haar uit haar hypnose laat breken. Het huwelijk wordt afgeblazen.

### The Adventure of the Three Gables
Aan het begin van het verhaal komt een neger naar Holmes om hem te waarschuwen weg te blijven uit Harrow. Holmes herkent hem als Steve Dixie, die met zijn baas Barney Stockdale betrokken was bij de verdachte dood van Perkins. Holmes is niet onder de indruk van de dreigementen.
Kort daarvoor kreeg Holmes een brief van de weduwe Mary Maberley, de bewoonster van Three Gables, een huis in Harrow Weald, waarin ze om hulp vraagt.
Holmes en Watson gaan naar Three Gables. Zij werd laatst benaderd door een man die haar huis tegen elke prijs wilde kopen. Mrs. Maberley ziet dat wel zitten, ze heeft wel zin in een wereldreis. De man wilde ook de meubels kopen en een contract opstellen dat ze niets mee mocht nemen bij de verhuizing. Dit ging haar te ver, en ze weigerde. Terwijl Holmes dit verhaal aanhoort, betrapt hij de dienstmeid Susan op het afluisteren van het gesprek. Ze bekende dat zij aan Barney Stockdale heeft laten weten dat Mrs. Maberley Holmes had ingehuurd, wat verklaart waarom Dixie opeens bij Holmes op de stoep stond. Verder onthulde ze dat een rijke dame Stockdale en zijn mannen had ingehuurd om haar vuile werk te doen.
Holmes beseft dat deze vrouw iets wil dat pas geleden in het huis is gekomen. Vermoedelijk iets dat toebehoorde aan Maberleys overleden zoon Douglas. Hij laat het huis in de gaten houden, maar kan desondanks niet voorkomen dat er wordt ingebroken. De inbrekers hebben een manuscript van Douglas gestolen, maar een pagina is achtergebleven. De pagina bevat een deel van een verhaal met Douglas zelf in de hoofdrol. Aan de hand van dit verhaal trekt Holmes de conclusie van wat er gaande is. Hij en Watson gaan langs bij Isadora Klein, een rijke vrouw die gewend is alles te krijgen wat ze wil. Holmes heeft ontdekt dat Douglas ooit een relatie had met Klein. Toen ze de relatie verbrak, wilde hij wraak nemen door een roman te schrijven over hun affaire. Bang om door de mand te vallen huurde ze daarom Stockdale in om het manuscript te bemachtigen.
Holmes weet het echter goed gemaakt. Als Klein Mrs. Maberley een cruise rond de wereld aanbiedt, zal hij zwijgen over haar rol in deze zaak.

### The Adventure of the Blanched Soldier
In dit verhaal komt Watson niet voor. Het wordt verteld door Holmes zelf.
James M. Dodd bezoekt Holmes met nieuws over een verdwenen vriend van hem, Godfrey Emsworth. Ze dienden samen in de Imperial Yeomanry in Zuid-Afrika tijdens de Tweede Boerenoorlog. Emsworth was bij een van de gevechten gewond geraakt, en nadien heeft Dodd niets meer van hem vernomen. Dodd had Esmworth vader, een kolonel, een brief gestuurd, maar die stuurde enkel terug dat Emsworth een wereldreis was gaan maken. Niet tevreden met deze verklaring besloot Dodd het huis van Emsworth eens te bezoeken, maar de kolonel wilde niets loslaten over zijn zoon. De butler van de kolonel, Ralph, vertelde enkel dat het beter zou zijn geweest als Emsworth dood was. Die nacht meende Dodd Emsworth even te zien voor zijn raam, maar hij rende weg toen hij Dodd zag. De nacht erop zag Dodd twee mannen, waarvan een mogelijk Emsworth was, in een gebouw iets buiten het landhuis. De kolonel betrapte hem echter, en gaf hem het bevel meteen te vertrekken.
Holmes heeft na het horen van dit verhaal al vrijwel alle informatie die hij nodig heeft om de zaak op te lossen. Samen met Dodd bezoekt hij het huis van de kolonel, en ontdekt daar de laatste nodige aanwijzing. De kolonel wil de politie erbij roepen, maar volgens Holmes zou dat juist het schandaal dat de kolonel wil voorkomen doen ontstaan. Volgens Holmes is het antwoord op het mysterie lepra. Hij bezoekt met Dodd het gebouw, en vindt daar inderdaad Emsworth. Hij heeft inderdaad lepra opgelopen toen hij in een legerziekenhuis werd behandeld aan zijn verwondingen. Zijn familie wilde dit verborgen houden uit angst voor de gevolgen als men erachter kwam.
Holmes haalt een dermatoloog genaamd Sir James Saunders, die concludeert dat Emsworth geen echte lepra heeft maar een mildere variant genaamd ichtyose. Deze is goed te behandelen.

### The Adventure of the Lion's Mane
Ook dit verhaal wordt door Holmes zelf verteld. Hij is inmiddels met pensioen, en leidt een teruggetrokken bestaan in Sussex. Hij ontmoet op het strand zijn oude vriend Harold Stackhurst, het hoofd van een school. Terwijl de twee wat bijpraten, komt opeens Fitzroy McPherson, de scheikundeleraar, aangerend. Hij is er duidelijk slecht aan toe. Voor hun ogen valt hij op de grond en sterft. Hij heeft rode striemen over zijn rug.
Hoewel Holmes met pensioen is, onderzoekt hij de zaak toch. Hij ondervraagt onder andere Murdoch, een wiskundeleraar die het niet altijd even goed kon vinden met McPherson. Holmes vindt onvoldoende bewijs om Murdoch te verdenken. Hij onderzoekt een lagune die is ontstaan door een storm van een paar dagen terug, en die vaak als zwempoel wordt gebruikt. Al snel vindt hij hier ook McPhersons hond, die op dezelfde manier is gestorven als zijn baas.
Het volgende slachtoffer is Murdoch zelf. Hij wordt bij Holmes binnengebracht en overleeft het ternauwernood.
De dader blijkt echter geen mens te zijn, maar een gele haarkwal (Cyanea capillata) die in de lagune zwemt. Holmes doodt het dier met een steen.

### The Adventure of the Retired Colourman
Holmes wordt ingehuurd door Josiah Amberley, een gepensioneerde kunsthandelaar wiens vrouw is verdwenen. Ze is vertrokken met zijn buurman, Dr. Ray Ernest, en heeft een grote hoeveelheid geld en effecten meegenomen.
Daar Holmes nog druk bezig is met een andere zaak, stuurt hij Watson alvast vooruit om aanwijzingen te verzamelen. Hij ziet dat Amberley zijn huis schildert, wat op zich verdacht is, en ontdekt dat Amberleys vrouw is verdwenen op de avond dat Amberley zelf in een theater zat. Hij had voor haar ook een kaartje gekocht, maar ze kon niet mee vanwege hoofdpijn. Ten slotte ziet Watson de kluis van Amberleys vrouw, die zo uit een bank zou kunnen komen.
Bij het horen van Watsons verhaal begint Holmes te twijfelen aan Amberleys alibi. Hij laat Watson Amberley meenemen naar een klein dorpje, zodat hij diens huis kan onderzoeken. Hij ontdekt dat Amberleys stoel in het theater de avond dat zijn vrouw verdween niet bezet was. Holmes confronteert Amberley, die snel zelfmoord probeert te plegen nu hij weet dat hij door de mand is gevallen. Holmes kan dit voorkomen. Amberley dacht volgens Holmes dat zijn vrouw een affaire had met Ernest, dus vermoordde hij de twee. De reden dat hij Holmes had ingehuurd was om zo te proberen alle verdenkingen van zich af te schudden.

### The Adventure of the Veiled Lodger
Holmes wordt benaderd door Mrs. Merrilow, een vrouw die laatst een appartement heeft verhuurd aan een vrouw die nooit haar gezicht wil tonen. Eenmaal zag ze haar gezicht per ongeluk, en het bleek vreselijk te zijn verminkt. Ook roept de vrouw vaak 's nachts dingen als “moord” en “monster”. Op aandringen van deze huurder, Mrs. Ronder, haalt ze Sherlock Holmes erbij in plaats van de politie.
Bij het horen van de naam Abbas Parva, vertelt Holmes een verhaal over een incident bij een circus. Er was een leeuw uitgebroken die een man doodde en een vrouw zwaar verwondde. Blijkbaar is Mrs. Ronder die vrouw. Holmes was destijds niet bij het onderzoek naar het incident betrokken, maar is er zeker van dat het meer dan gewoon een ongeluk was.
Holmes ontdekt dat Mrs. Ronder en haar echtgenoot, de man die het incident met de leeuw niet overleefde, de leeuwentemmers en –verzorgers waren in het circus. Het komt vreemd op hem over dat de leeuw zijn verzorgers aanviel. Ook ontdekt Holmes dat Mr. Ronder erg wreed was, zowel tegen zijn vrouw als tegen de circusdieren. Hij werd er een paar maal voor veroordeeld, maar kon zich altijd vrijkopen. Mrs. Ronder had een affaire met Leonardo, de sterke man in het circus. Samen beraamden ze een plan om zich van Mr. Ronder te ontdoen. Leonardo maakte een knuppel met daarin vijf spijkers in de vorm van een leeuwenklauw. Hij sloeg Ronder hiermee dood, waarna Mrs. Ronder de leeuw losliet om het te doen lijken alsof het dier was uitgebroken en Mr. Ronder had gedood. De leeuw viel echter Mrs. Ronder aan en verminkte haar. Leonardo had haar kunnen helpen, maar bleek te laf om iets te doen.
De reden dat Mrs. Ronder nu eindelijk bekent is omdat ze van plan is haar leven te beëindigen. Holmes kan haar echter ompraten.

### The Adventure of Shoscombe Old Place
John Mason, de hoofdtrainer van de racestal Shoscombe Old Place, komt naar Holmes omdat hij denkt dat zijn baas, Sir Robert Norberton, gek is geworden. Sir Roberts zus, Lady Beatrice Falder, is eigenaar van Shoscombe. Als zij sterft zal de stal echter naar de broer van haar overleden echtgenoot gaan. Sir Robert blijkt zelf grote schulden te hebben, en wil deze afbetalen met het geld dat het paard Prince mogelijk wint bij de volgende race.
Er zijn meer vreemde dingen gaande. Lady Falder is opeens gestopt met het bezoeken van haar favoriete paard, en rijdt enkel nog langs in een koets. Sir Robert heeft om een of andere reden de hond van zijn zus weggegeven, en gaat vaak 's nachts naar een oude crypte alwaar hij een andere man ontmoet. Ten slotte zijn er in een oven in Shoscombe verbrande menselijke botten gevonden.
Holmes en Watson gaan naar Shoscombe voor onderzoek. De herbergier van de herberg waar ze verblijven blijkt de hond van Lady Falder te hebben gekregen. De hond is van een zeldzaam ras, en normaal onbetaalbaar voor een herbergier. Holmes neemt de hond mee naar Shoscombe, en laat het dier los wanneer hij de koets van Lady Falder ziet. De hond rent eerst enthousiast op de koets af, maar vlucht dan in paniek weg. Vervolgens roept een mannenstem vanuit de koets dat de koetsier door moet rijden.
Holmes onderzoekt vervolgens samen met Mason de crypte. De originele botten blijken weg te zijn, en er ligt een vers lijk in de crypte. Sir Robert betrapt de twee, maar wanneer Holmes toegeeft dat hij de zaak al zo goed als opgelost heeft besluit Sir Robert de rest op te biechten. Lady Beatrice is een week geleden overleden aan oedeem. Sir Robert wilde dit geheimhouden tot na de race, omdat als nieuws over haar dood zou uitlekken de broer van haar overleden echtgenoot de stal zou komen opeisen. Hij en de echtgenoot van zijn zus’ huishoudster verborgen haar lichaam in de crypte en verbrandden het lichaam dat er eerst lag in de oven. Daarna verkleedde de echtgenoot zich als Lady Beatrice om de schijn op te houden dat ze nog in leven was.
Holmes rapporteert alles aan de politie, maar Sir Roberts krijgt slechts een kleine straf voor wat hij heeft gedaan. Later die week wint Prince de race en kan Sir Roberts zijn schulden aflossen.

## Achtergrond
Het boek is noemenswaardig vanwege het feit dat er drie verhalen in voorkomen die niet worden verteld door Dr. Watson, zoals de meeste andere verhalen. Er zijn twee verhalen die door Holmes zelf worden verteld en The Adventure of the Mazarin Stone is geschreven in de derde persoon aangezien het gebaseerd is op een toneelstuk waarin Watson maar een kleine rol speelt.
Veel Holmes-fans beschouwen de verhalen in dit boek als de minste uit de Holmes-reeks. Ze werden geschreven in een tijd dat Doyle een nieuwe interesse had ontwikkeld voor spiritualisme en seances, en minder interesse had in Sherlock Holmes-verhalen. Het boek verscheen 40 jaar na het eerste Holmes-verhaal, en Doyle was duidelijk uitgekeken op het personage.